# Dry As a Bone
Dry As a Bone je album americké grungeové kapely Green River. Album bylo vydáno jako EP pod vydavatelstvím Sub Pop. V roce 1990 bylo vydáno znovu společně s albem Rehab Doll a dalšími bonusovými skladbami jako Rehab Doll/Dry As a Bone compilation.

## Seznam skladeb
1. "This Town" – 3:23
2. "P.C.C." – 3:44
3. "Ozzie" – 3:11
4. "Unwind" – 4:42
5. "Baby Takes" – 4:24